# Serbiens bidrag i Eurovision Song Contest

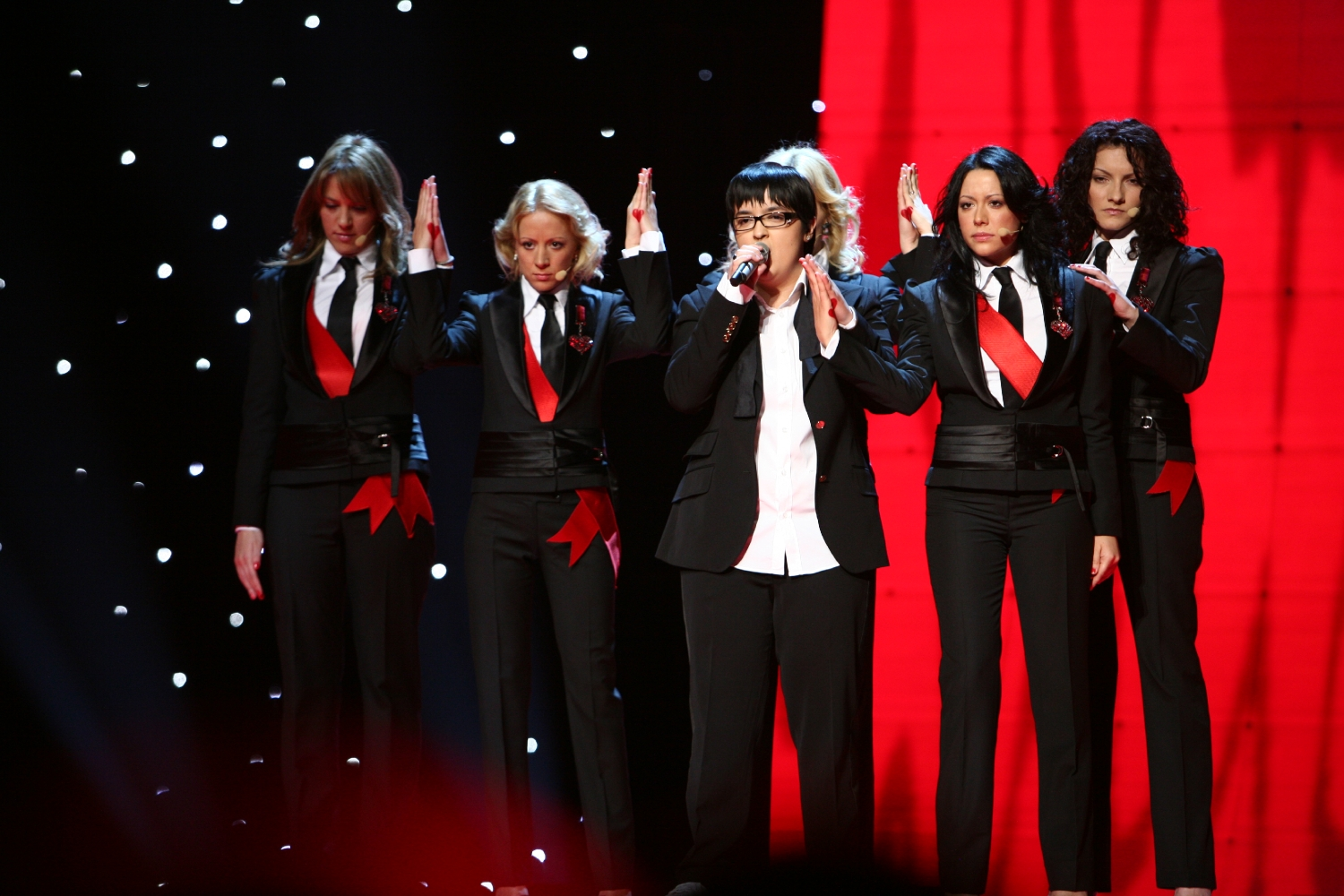
Marija Šerifović i Helsingfors 2007.

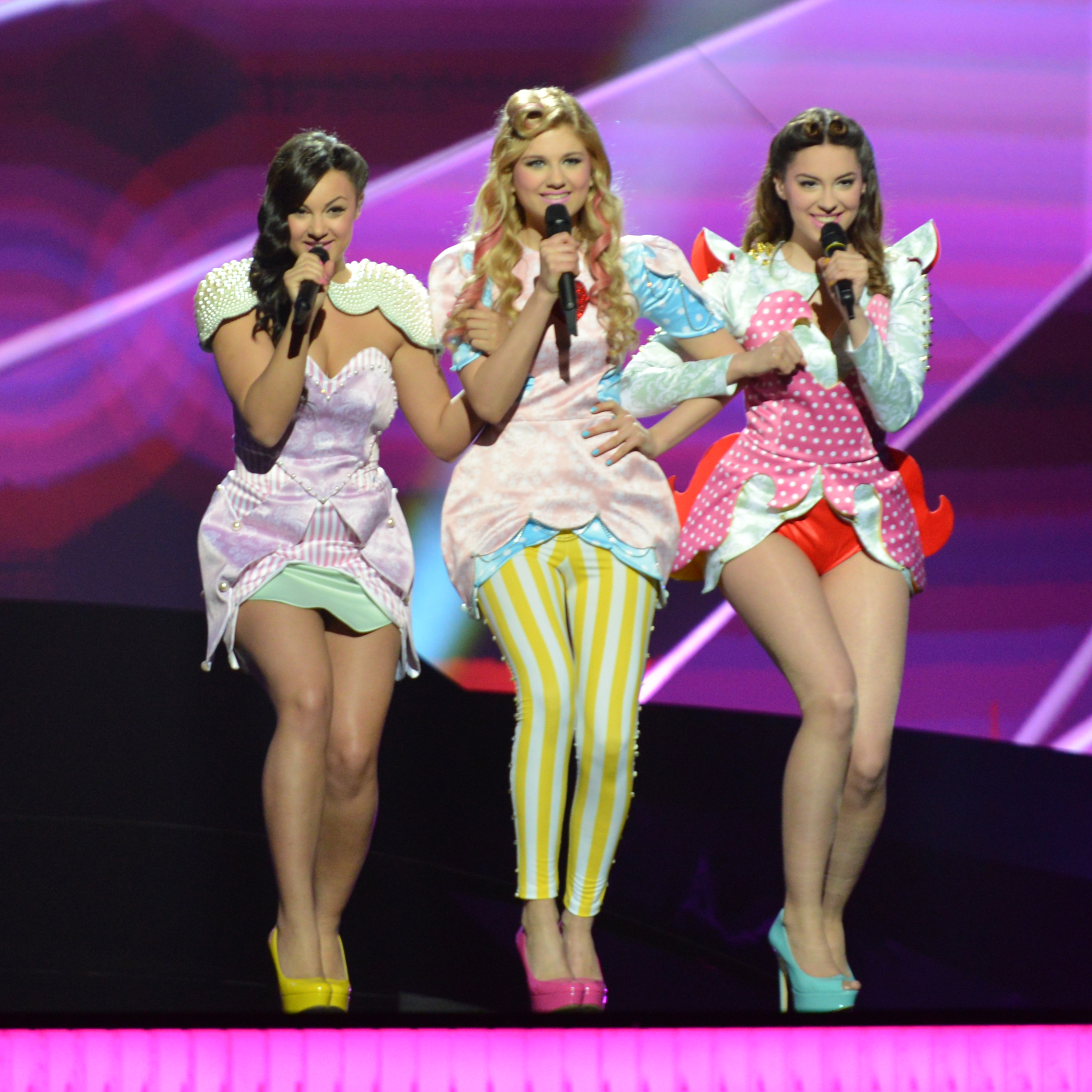
Moje 3 i Malmö 2013.

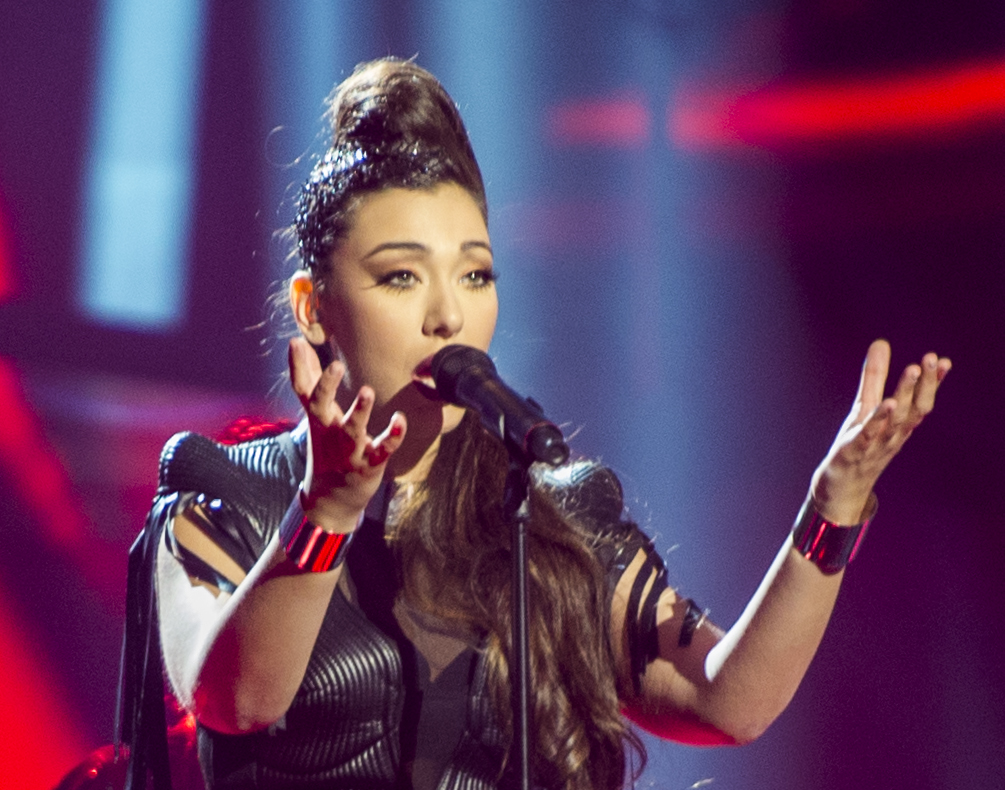
Sanja Vučić i Stockholm 2016.

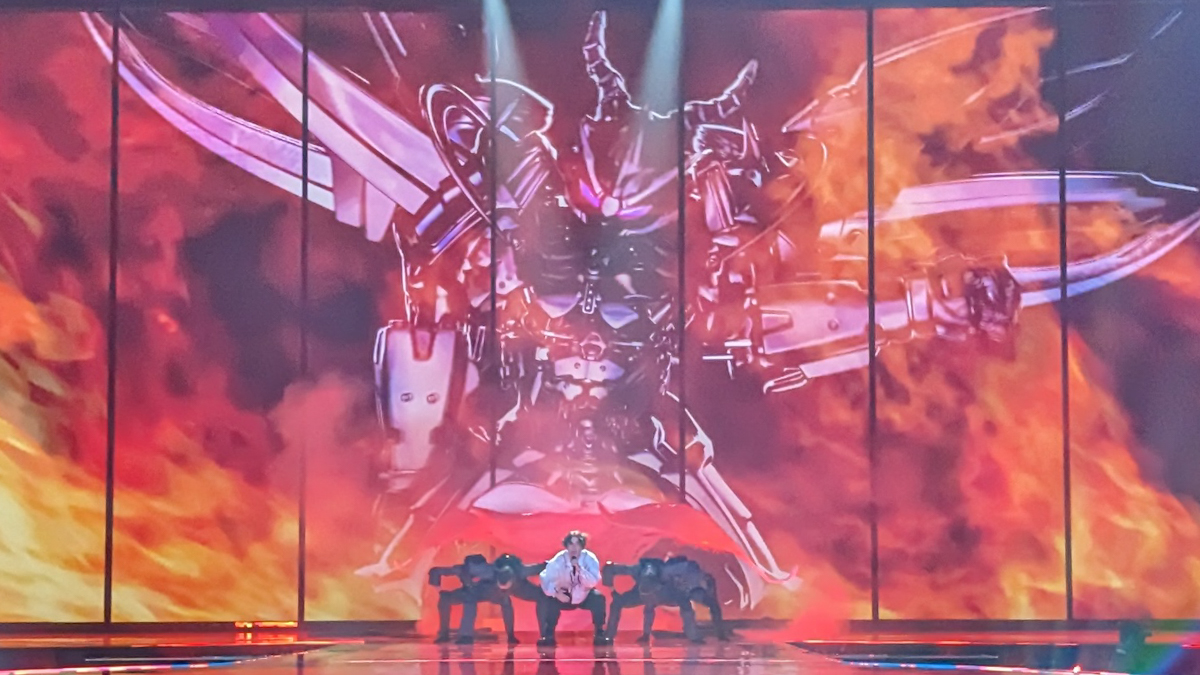
Luke Black i Liverpool 2023.

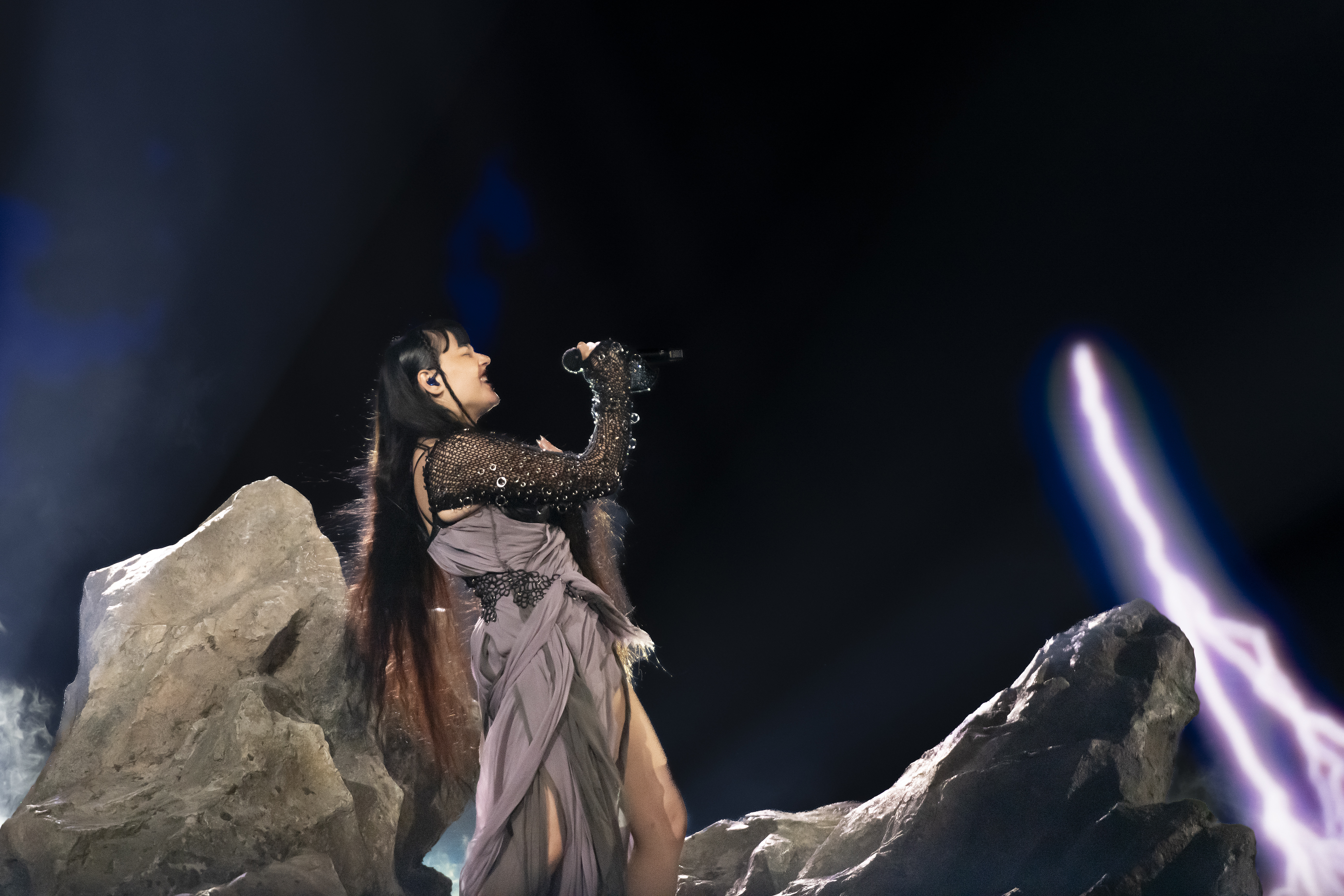
Teya Dora i Malmö 2024.

Serbien debuterade i Eurovision Song Contest 2007 och har till och med 2025 deltagit 17 gånger. Det serbiska tv-bolaget Radio-televizija Srbije (RTS) har varit ansvarig för Serbiens medverkan varje år sedan 2007. Serbien ingick inom två landskonstellationer tidigare, först Jugoslavien, som deltog i tävlingen mellan 1961 och 1992, och senare Serbien och Montenegro från 2004 till 2006. 
Serbien har hittills vunnit tävlingen en gång, 2007, vilket också var landets debutår i tävlingen. Serbien är jämte Schweiz de två länderna som vunnit tävlingen under sitt debutår. Serbien är också det enda landet från det forna Jugoslavien som har vunnit tävlingen. Förutom segern har Serbien stått på pallplats ytterligare en gång, 2012, då man kom på tredjeplats i finalen i Baku och tvåa i sin semifinal.

## Serbien i Eurovision Song Contest

### Historia
Serbien lyckades vinna tävlingen på sitt första försök med låten "Molitva", framförd av Marija Šerifović. Landets huvudstad Belgrad stod som värdstad för tävlingen 2008 då en av programledarna, Željko Joksimović, stod som kompositör till landets tävlande bidrag. Detta var första gången i tävlingens historia som en person var programledare och låtskrivare samtidigt. EBU införde sedan en regel som förbjuder ESC-programledarna att stå som låtskrivare för landets egen sång. I finalen på hemmaplan slutade Serbien på femte plats. Eftersom landet inte segrade det året tvingades man därför tillbaka till semifinalerna då bara värdlandet och The Big Five-länderna är direktkvalificerade till finalen. Enligt gällande regler för den tiden skulle tittarna välja ut nio bidrag och jurygrupper i de tävlande semifinalsländerna en tionde finalist. Då Serbien hamnade på tionde plats hos tittarna blev de inte automatiskt finalklara. Jurygrupperna valde sedan bort Serbien till förmån för Kroatien, vilket gjorde att man därmed missade finalen. Serbien kom tillbaka i finalen i Oslo 2010 men slutade på trettonde plats i finalen. Både 2010 och 2011 blev resultatmässigt besvikelser för Serbien i finalen. 2012 representerade Željko Joksimović landet igen (representerade Serbien och Montenegro 2004 och var programledaren 2008). Denna gången med låten "Nije ljubav stvar" slutade han tvåa i semifinalen och trea i finalen i Baku. 
Efter bronsplatsen 2012 har det gått sämre för Serbien generellt sett i tävlingen. I Malmö 2013 misslyckades Serbien att gå till finalen för andra gången. Året därpå tävlade man inte alls då man, av ekonomiska problem, hoppade av tävlan. Inför tävlingen 2015 i Wien var man tillbaka och slutade på tionde plats i finalen. Serbien har därefter varit i finalen åren 2016, 2018, 2019 och 2021, men utan att få någon bra placering. 2017 var det tredje gången då Serbien misslyckades med att nå finalen. I semifinalen hade man hamnat på elfte plats med bara tre poäng efter Danmark som hamnade på tionde plats och kvalade sig till finalen. 

### Nationell uttagningsform
Serbien använde sig de tre första åren av den nationella festivalen Beovizija som sätt att ta ut artist och bidrag på. Upplägget för tävlingen var en semifinal och en final. Under festivalen 2009 uppstod problem i semifinalen med telefonröstningen, som gjorde att två av tittarnas favoriter åkte ut på slarv. Därför fick de tävla i den nationella finalen, även om den ena av dessa hoppade av. Året därpå gjordes tävlingen om helt till att bli en mindre nationell finalkväll för att två år senare bli ett internval av både artist och bidrag. 2013 uppstod Beovizija-formen igen, även om tävlingen fick ett nytt namn, Beosong. 2015 gjorde man om den nationella uttagningen igen till att endast ha en finalkväll med tre bidrag. Åren 2016 och 2017 använde sig RTS enbart av internval av både artist och bidraget. Från 2018 har Beovizija återvänt som nationell uttagning. 2018 använde man sig enbart av en final, men året senare införde man två semifinaler och en final vilket systemet varar än idag. 

## Resultattabell
| 1 | Vinnare                            |
| 2 | Andra plats                        |
| 3 | Tredje plats                       |
| ◁ | Sista plats                        |
| X | Ett bidrag valdes men tävlade inte |

| År               | Artist                            | Bidrag                               | Språk              | Final              | Poäng              | Semi               | Poäng              |
| ---------------- | --------------------------------- | ------------------------------------ | ------------------ | ------------------ | ------------------ | ------------------ | ------------------ |
| 2007             | Marija Šerifović                  | Molitva (Молитва)                    | Serbiska           | 1                  | 268                | 1                  | 298                |
| 2008             | Jelena Tomašević feat. Bora Dugić | Oro (Оро)                            | Serbiska           | 6                  | 160                | Värdland           | Värdland           |
| 2009             | Marko Kon & Milaan                | Cipela (Ципела)                      | Serbiska           | Kvalificerade inte | Kvalificerade inte | 101                | 60                 |
| 2010             | Milan Stanković                   | Ovo je Balkan (Ово је Балкан)        | Serbiska           | 13                 | 72                 | 5                  | 79                 |
| 2011             | Nina                              | Čaroban (Чаробан)                    | Serbiska           | 14                 | 85                 | 8                  | 67                 |
| 2012             | Željko Joksimović                 | Nije ljubav stvar (Није љубав ствар) | Serbiska           | 3                  | 214                | 2                  | 159                |
| 2013             | Moje 3                            | Ljubav je svuda (Љубав је свуда)     | Serbiska           | Kvalificerade inte | Kvalificerade inte | 11                 | 46                 |
| Deltog inte 2014 |                                   |                                      |                    |                    |                    |                    |                    |
| 2015             | Bojana Stamenov                   | Beauty Never Lies                    | Engelska           | 10                 | 53                 | 9                  | 63                 |
| 2016             | Sanja Vučić ZAA                   | Goodbye (Shelter)                    | Engelska           | 18                 | 115                | 10                 | 105                |
| 2017             | Tijana Bogićević                  | In Too Deep                          | Engelska           | Kvalificerade inte | Kvalificerade inte | 11                 | 98                 |
| 2018             | Sanja Ilić & Balkanika            | Nova deca (Нова деца)                | Serbiska           | 19                 | 113                | 9                  | 117                |
| 2019             | Nevena Božović                    | Kruna (Круна)                        | Serbiska           | 18                 | 89                 | 7                  | 156                |
| 2020             | Hurricane                         | Hasta La Vista (Хаста ла виста)      | Serbiska           | Tävlingen inställd | Tävlingen inställd | Tävlingen inställd | Tävlingen inställd |
| 2021             | Hurricane                         | Loco Loco (Лоцо Лоцо)                | Serbiska           | 15                 | 102                | 8                  | 124                |
| 2022             | Konstrakta                        | In Corpore Sano (У Цорпоре Сано)     | Serbiska2          | 5                  | 312                | 3                  | 237                |
| 2023             | Luke Black                        | Samo mi se spava (Само ми се спава)  | Serbiska, engelska | 24                 | 30                 | 10                 | 37                 |
| 2024             | Teya Dora                         | Ramonda (Рамода)                     | Serbiska           | 17                 | 54                 | 10                 | 47                 |
| 2025             | Princ                             | Mila (Мила)                          | Serbiska           | Kvalificerade inte | Kvalificerade inte | 14                 | 28                 |

1 Serbien placerade sig på tionde plats i tittarröstningen, men valdes bort av jurygrupperna till förmån för Kroatien. 

2 Innehåller även fraser på latin.

## Röstningshistorik (2007–2018)
Källa: Eurovision Song Contest Database

### Serbien hargivitmest poäng till...
| Endast finaler | Endast finaler          | Endast finaler |
| Nr             | Land                    | Poäng          |
| -------------- | ----------------------- | -------------- |
| 1              | Ungern                  | 68             |
| 2              | Bosnien och Hercegovina | 61             |
| 3              | Ryssland                | 59             |
| 4              | Ukraina                 | 51             |
| 5              | Italien                 | 41             |

| Finaler och semifinaler | Finaler och semifinaler | Finaler och semifinaler |
| Nr                      | Land                    | Poäng                   |
| ----------------------- | ----------------------- | ----------------------- |
| 1                       | Ungern                  | 138                     |
| 2                       | Makedonien              | 111                     |
| 3                       | Ryssland                | 92                      |
| 4                       | Kroatien                | 89                      |
| 5                       | Ukraina                 | 87                      |

### Serbien harmottagitflest poäng från...
| Endast finaler | Endast finaler          | Endast finaler |
| Nr             | Land                    | Poäng          |
| -------------- | ----------------------- | -------------- |
| 1              | Makedonien              | 94             |
| 2              | Montenegro              | 90             |
| 3              | Slovenien               | 89             |
| 4              | Schweiz                 | 79             |
| 5              | Bosnien och Hercegovina | 76             |
| 5              | Kroatien                | 76             |

| Finaler och semifinaler | Finaler och semifinaler | Finaler och semifinaler |
| Nr                      | Land                    | Poäng                   |
| ----------------------- | ----------------------- | ----------------------- |
| 1                       | Makedonien              | 174                     |
| 2                       | Slovenien               | 158                     |
| 3                       | Kroatien                | 144                     |
| 4                       | Montenegro              | 136                     |
| 4                       | Schweiz                 | 136                     |

## Kommentatorer och röstavlämnare
| År   | Kommentator(er)                                                            | Röstningsavlämnare  |
| ---- | -------------------------------------------------------------------------- | ------------------- |
| 2007 | Duška Vučinić-Lučić                                                        | Maja Nikolić        |
| 2008 | Dragan Ilić och Mladen Popović                                             | Dušica Spasić       |
| 2009 | Dragan Ilić (SF1) Duška Vučinić-Lučić (SF2 & Final)                        | Jovana Janković     |
| 2010 | Duška Vučinić-Lučić (SF1 & Final) Dragan Ilić (SF2)                        | Maja Nikolić        |
| 2011 | Marina Nikolić (SF1) Dragan Ilić (SF2) Duška Vučinić-Lučić (Final)         | Dušica Spasić       |
| 2012 | Dragan Ilić (SF1) Duška Vučinić-Lučić (SF2 & Final)                        | Maja Nikolić        |
| 2013 | Duška Vučinić-Lučić (SF1) Marina Nikolić (SF2) Silvana Grujić (Final)      | Maja Nikolić        |
| 2014 | Silvana Grujić (alla program) Dragan Ilić (Final)                          | Serbien deltog inte |
| 2015 | Duška Vučinić-Lučić (SF1 & Final) Silvana Grujić (SF2)                     | Maja Nikolić        |
| 2016 | Dragan Ilić (SF1) Duška Vučinić-Lučić (SF2 & Final)                        | Dragana Kosjerina   |
| 2017 | Silvana Grujić och Olga Kapor (SF1) Duška Vučinić-Lučić (SF2 & Final)      | Sanja Vučić         |
| 2018 | Silvana Grujić och Tamara Petković (SF1) Duška Vučinić-Lučić (SF2 & Final) | Dragana Kosjerina   |